# Équipe du Maroc de football à la Coupe d'Afrique des nations 2023
L’équipe du Maroc de football participe à la Coupe d'Afrique des nations 2023 organisée en Côte d'Ivoire du 13 janvier au 11 février 2024. Il s'agit de la 19e participation des Lions de l'Atlas, emmenés par Walid Regragui. 

## Qualifications
Le Maroc est placé dans le groupe K des qualifications qui se déroulent de juin 2022 à septembre 2023. Le Zimbabwe est exclu de ce groupe avant la première journée en raison d'ingérences politiques. Le Maroc se qualifie en prenant la première place du groupe.
| Rang | Équipe         | Pts | J | G | N | P | Bp | Bc | Diff |  | Résultats (▼ dom., ► ext.) |      |      |      |      |
| ---- | -------------- | --- | - | - | - | - | -- | -- | ---- |  | -------------------------- | ---- | ---- | ---- | ---- |
| 1    | Maroc          | 9   | 4 | 3 | 0 | 1 | 8  | 3  | +5   |  | Maroc                      |      | 2-1  | 3-0  | Ann. |
| 2    | Afrique du Sud | 7   | 4 | 2 | 1 | 1 | 7  | 6  | +1   |  | Afrique du Sud             | 2-1  |      | 2-2  | Ann. |
| 3    | Liberia        | 1   | 4 | 0 | 1 | 3 | 3  | 9  | -6   |  | Liberia                    | 0-2  | 1-2  |      | Ann. |
| 4    | Zimbabwe       | 0   | 0 | 0 | 0 | 0 | 0  | 0  | 0    |  | Zimbabwe                   | Ann. | Ann. | Ann. |      |

| 1re journée             | Maroc                        | 2 - 1                                        | Afrique du Sud |                                                                 |                                                                 |
| 9 juin 2022 20:00 UTC+1 | En-Nesyri 51e · El Kaabi 88e | (0 - 1)                                      | 8e Foster      | Complexe sportif Moulay-Abdallah, Rabat Arbitrage : Sadok Selmi | Complexe sportif Moulay-Abdallah, Rabat Arbitrage : Sadok Selmi |
| 9 juin 2022 20:00 UTC+1 |                              | 24e Foster · 44e Sithole (en) · 81e Williams |                | Complexe sportif Moulay-Abdallah, Rabat Arbitrage : Sadok Selmi | Complexe sportif Moulay-Abdallah, Rabat Arbitrage : Sadok Selmi |

| 2e journée               | Liberia                                                       | 0 - 2   | Maroc                           |                                                          |                                                          |
| 13 juin 2022 20:00 UTC+1 |                                                               | (0 - 0) | 56e (pen.) Fajr · 57e En-Nesyri | Stade Mohammed-V, Casablancar Arbitrage : Mohamed Moussa | Stade Mohammed-V, Casablancar Arbitrage : Mohamed Moussa |
| 13 juin 2022 20:00 UTC+1 | Pabai (en) 3e · Sanoh (en) 54e · Dorley 83e · Salmon (en) 84e |         | 78e Aboukhlal                   | Stade Mohammed-V, Casablancar Arbitrage : Mohamed Moussa | Stade Mohammed-V, Casablancar Arbitrage : Mohamed Moussa |

| 5e journée               | Afrique du Sud                  | 2 - 1   | Maroc      |                                                             |                                                             |
| 17 juin 2023 17:00 UTC+2 | El Kajoui 5e (csc) · Lepasa 48e | (1 - 0) | 60e Ziyech | FNB Stadium, Johannesburg Arbitrage : Alhadi Allaou Mahamat | FNB Stadium, Johannesburg Arbitrage : Alhadi Allaou Mahamat |
| 17 juin 2023 17:00 UTC+2 | Tau 10e · Mayambela (en) 90+4e  |         |            | FNB Stadium, Johannesburg Arbitrage : Alhadi Allaou Mahamat | FNB Stadium, Johannesburg Arbitrage : Alhadi Allaou Mahamat |

| 6e journée                  | Maroc                                                          | 3 - 0   | Liberia                                   |                                                   |                                                   |
| 17 octobre 2023 20:00 UTC+1 | Amine Harit 45+2e · Ayoub El Kaabi 59e (pen.) · Amine Adli 89e | (1 - 0) |                                           | Stade Adrar, Agadir Arbitrage : Imtehaz Heeralall | Stade Adrar, Agadir Arbitrage : Imtehaz Heeralall |
| 17 octobre 2023 20:00 UTC+1 | Nayef Aguerd 6e                                                |         | 15e Mohammed Sangare · 90+3e Sampson Dweh | Stade Adrar, Agadir Arbitrage : Imtehaz Heeralall | Stade Adrar, Agadir Arbitrage : Imtehaz Heeralall |

### Statistiques

#### Buteurs
| Buts | Joueurs                                            |
| ---- | -------------------------------------------------- |
| 2    | Youssef En-Nesyri, Ayoub El Kaabi                  |
| 1    | Hakim Ziyech, Fayçal Fajr, Amine Harit, Amine Adli |

## Compétition

### Tirage au sort
Le tirage au sort de la CAN 2023 est effectué le 12 octobre 2023 au Parc des expositions d’Abidjan. Le Maroc, première nation africaine au classement FIFA (13e), est placé dans le chapeau 1. Le tirage place les Lions de l'Atlas dans le groupe F, avec la RD Congo (chapeau 2, 64e au classement FIFA), la Zambie (chapeau 3, 82e) et la Tanzanie (chapeau 4, 122e). Ce tirage est considéré comme plutôt favorable.

### Premier tour
| Rang | Équipe   | Pts | J | G | N | P | Bp | Bc | Diff |
| ---- | -------- | --- | - | - | - | - | -- | -- | ---- |
| 1    | Maroc    | 7   | 3 | 2 | 1 | 0 | 5  | 1  | +4   |
| 2    | RD Congo | 3   | 2 | 0 | 3 | 0 | 2  | 2  | 0    |
| 3    | Zambie   | 2   | 3 | 0 | 2 | 1 | 2  | 3  | -1   |
| 4    | Tanzanie | 2   | 3 | 0 | 2 | 1 | 1  | 4  | -3   |

| 1re journée           | Maroc                                  | 3 - 0   | Tanzanie                                                   | Stade Laurent Pokou, San-Pédro    |                                   |
| 17 janvier 2024 17h00 | Saïss 30e · Ounahi 77e · En-Nesyri 80e | (1 - 0) |                                                            | Arbitrage : Alhadj Allaou Mahamat | Arbitrage : Alhadj Allaou Mahamat |
| 17 janvier 2024 17h00 | Saïss 52e · Chibi 61e                  |         | 22e Mao · 32e, 70e Miroshi · 61e M'Mombwa · 90+6e Husseini | Arbitrage : Alhadj Allaou Mahamat | Arbitrage : Alhadj Allaou Mahamat |

| 2e journée            | Maroc                               | 1 - 1   | RD Congo     | Stade Laurent Pokou, San-Pédro |                          |
| 21 janvier 2024 14h00 | Hakimi 6e                           | (1 - 0) | 76e Mvumpa   | Arbitrage : Peter Waweru       | Arbitrage : Peter Waweru |
| 21 janvier 2024 14h00 | Amallah 40e · ZIyech 44e · Adli 87e | Rapport | 90+8e Mbemba | Arbitrage : Peter Waweru       | Arbitrage : Peter Waweru |

| 3e journée            | Zambie | 0 - 1   | Maroc      | Stade Laurent Pokou, San-Pédro |                             |
| 24 janvier 2024 20h00 |        | (0 - 1) | 37e Ziyech | Arbitrage : Patrice Mebiame    | Arbitrage : Patrice Mebiame |
| 24 janvier 2024 20h00 |        | Rapport | 81e Hakimi | Arbitrage : Patrice Mebiame    | Arbitrage : Patrice Mebiame |

### Phase à élimination directe
| Huitième de finale    | Maroc | - | Afrique du Sud |  |
| 30 janvier 2024 20h00 |       |   |                |  |

### Temps de jeu

#### Buteurs
| Buts | Joueurs           | Adversaires |
| ---- | ----------------- | ----------- |
| 1    | Youssef En-Nesyri | Tanzanie    |
| 1    | Achraf Hakimi     | RD Congo    |
| 1    | Azzedine Ounahi   | Tanzanie    |
| 1    | Romain Saïss      | Tanzanie    |
| 1    | Hakim Ziyech      | Zambie      |